# Municipio de Great Oak
El municipio de Great Oak (en inglés: Great Oak Township) es un municipio ubicado en el condado de Palo Alto en el estado estadounidense de Iowa. En el año 2010 tenía una población de 148 habitantes y una densidad poblacional de 1,58 personas por km².

## Geografía
El municipio de Great Oak se encuentra ubicado en las coordenadas 43°2′44″N 94°44′51″O / 43.04556, -94.74750. Según la Oficina del Censo de los Estados Unidos, el municipio tiene una superficie total de 93.84 km², de la cual 93,69 km² corresponden a tierra firme y (0,17 %) 0,16 km² es agua.

## Demografía
Según el censo de 2010, había 148 personas residiendo en el municipio de Great Oak. La densidad de población era de 1,58 hab./km². De los 148 habitantes, el municipio de Great Oak estaba compuesto por el 97,97 % blancos y el 2,03 % eran de una mezcla de razas. Del total de la población el 0 % eran hispanos o latinos de cualquier raza.